# Hans Schumm (Politiker)
Hans Schumm (* 26. Dezember 1927; † 13. Juni 2007 in Bad Kreuznach) war ein deutscher Kommunalpolitiker.
Schumm entstammte einer alteingesessener Kreuznacher Familie. Er begann seine Ausbildung 1942 beim Arbeitsamt. Nach dem Kriegsdienst und Kriegsgefangenschaft wirkte er bei der Kreuznacher Stadtverwaltung. Bis 1967 war er Bürgermeister, anschließend versah er das Amt des Landrats bis 1990.
Schumm machte sich verdient durch die Förderung des Wohnungsbaus und durch die Ansiedelung des Reifenherstellers Michelin. Weitere Schwerpunkte seines Lebens waren die Versöhnungsarbeit mit Israel, die Diakonie, die Lebenshilfe und das Deutsche Rote Kreuz.

## Auszeichnungen
- Ehrenbürger der Stadt Kirjat Motzkin (Israel)
- 1990: Bundesverdienstkreuz 1. Klasse

## Quelle
- Allgemeine Zeitung, Juni 2007

| Personendaten    | Personendaten               |
| ---------------- | --------------------------- |
| NAME             | Schumm, Hans                |
| KURZBESCHREIBUNG | deutscher Kommunalpolitiker |
| GEBURTSDATUM     | 26. Dezember 1927           |
| STERBEDATUM      | 13. Juni 2007               |
| STERBEORT        | Bad Kreuznach               |